# Stipe Božić
Stipe Božić (Vrgorac, 2 gennaio 1951) è un alpinista, scrittore, fotografo e regista croato.
Božić è noto per aver completato le Seven Summits ed è il secondo europeo, dopo Reinhold Messner, ad aver scalato per due volte la vetta più alta del mondo, l'Everest. Ha diretto più di 60 film documentari, principalmente legati alla montagna e all'arrampicata.
Nel 2007 gli fu assegnato il premio "Fair Play" del Comitato Olimpico Croato.